# Sara Carrigan
Sara Carrigan, född den 7 september 1980 i Gunnedah, Australien, är en australisk tävlingscyklist som tog OS-guld i linjeloppet vid olympiska sommarspelen 2004 i Aten.